# Xosé Luís Mosquera Camba
Xosé Luís Mosquera Camba (Bergondo, 1961) è uno scrittore e poeta spagnolo in lingua galiziana.

## Carriera
Ha pubblicato diversi articoli sulla storia dell'arte, ma è meglio conosciuto come poeta.

## Opere

### Poesia
- A tensa calma da catapulta, Positivas, 2003.
- Amebas, Sociedade de Cultura Valle Inclán, 2008.
- Nadja c'est moi, Espiral Maior, 2008.

### Opere collettive
- Galiza cajun, 2009.

## Premi
- 2007: Premio di poesia del Comune di Carral per Nadja c'est moi.
- 2008: Premio di consolazione del Premio Esquío di poesia per Amebas.
- 2017: Premio di poesia del Comune di Carral per Das árbores tropicais e do amor.
- 2019: Premio Díaz Castro di poesia per A traxedia da arquitectura.
- 2020: Premio Fiz Vergara Vilariño di poesia per Parhelio.

| Controllo di autorità | VIAF (EN) 87397278 · ISNI (EN) 0000 0000 8398 8464 · LCCN (EN) nb2010024994 · BNE (ES) XX1657034 (data) |